# Hemibrycon
Hemibrycon è un genere di pesci ossei d'acqua dolce appartenente alla famiglia Characidae.

## Distribuzione e habitat
Il genere è endemico del Sudamerica (tranne H. dariensis, endemico di Panama in America centrale). Sono presenti in buona parte delle acque del Sudamerica tropicale comprese le zone caraibiche ma curiosamente sono assenti dalle zone centrali dell'Amazzonia, bacino nel quale sono presenti solo nelle aree periferiche, Contrariamente alla maggioranza dei caracidi sudamericani vivono in torrenti con forte pendenza, corrente vivace e acque chiare.

## Descrizione
L'aspetto generale è quello dei caracidi della sottofamiglia Stevardiinae, sono determinabili principalmente dalla disposizione dei denti mascellari. É presente solitamente una macchia rossastra nella parte inferiore del peduncolo caudale. In molte specie è presente un certo dimorfismo sessuale con i maschi che presentano uncini ossei sui raggi di tutte le pinne tranne la caudale e bordo della pinna anale convesso (rettilineo nelle femmine). Raggiungono i 17 cm di lunghezza..

## Biologia

### Alimentazione
Basata su insetti, alghe e semi.

## Specie
Il genere conta 38 specie:
- Hemibrycon antioquiae
- Hemibrycon beni
- Hemibrycon boquiae
- Hemibrycon brevispini
- Hemibrycon cairoensis
- Hemibrycon cardalensis
- Hemibrycon carrilloi
- Hemibrycon colombianus
- Hemibrycon dariensis
- Hemibrycon decurrens
- Hemibrycon dentatus
- Hemibrycon divisorensis
- Hemibrycon fasciatus
- Hemibrycon guejarensis
- Hemibrycon helleri
- Hemibrycon huambonicus
- Hemibrycon inambari
- Hemibrycon jabonero
- Hemibrycon jelskii
- Hemibrycon metae
- Hemibrycon microformaa
- Hemibrycon mikrostiktos
- Hemibrycon orcesi
- Hemibrycon paez
- Hemibrycon palomae
- Hemibrycon polyodon
- Hemibrycon quindos
- Hemibrycon rafaelensis
- Hemibrycon raqueliae
- Hemibrycon sanjuanensis
- Hemibrycon santamartae
- Hemibrycon sierraensis
- Hemibrycon surinamensis
- Hemibrycon taeniurus
- Hemibrycon tridens
- Hemibrycon velox
- Hemibrycon virolinica
- Hemibrycon yacopiae